# Jarne Steuckers
Jarne Steuckers, né le 4 février 2002 à Saint-Trond en Belgique, est un footballeur belge qui joue au poste d'attaquant au KRC Genk.

## Biographie

### En club
Né à Saint-Trond en Belgique, Jarne Steuckers est formé par le club local du Saint-Trond VV. Il fait également un passage au KRC Genk, où il n'est pas conservé, avant de faire son retour au Saint-Trond VV quelques années plus tard. En janvier 2020, il est promu pour la première fois en équipe première. Steuckers signe son premier contrat professionnel avec le club le 21 mai 2020.
Il joue son premier match en professionnel lors d'une rencontre de championnat face au Oud-Heverlee Louvain, le 17 janvier 2021. Il entre en jeu et son équipe s'impose par trois buts à un.
Le 4 août 2022, Jarne Steuckers est prêté au MVV Maastricht, aux Pays-Bas, pour une saison. Il s'y impose comme un joueur majeur de l'équipe, participant à presque tous les matchs et se montre décisif en marquant neuf buts et délivrant onze passes décisives.
Steuckers fait son retour au Saint-Trond VV à l'été 2023, étant intégré à l'équipe première en vue de la saison 2023-2024. Il marque son premier but pour le club le 6 août 2023, lors de la deuxième journée de championnat, face au KV Courtrai. Titulaire, il donne la victoire à son équipe en étant le seul buteur de la partie,.
Début juin 2024, Steuckers quitte Saint-Trond pour s'engager avec le KRC Genk sur la base d'un contrat de quatre saisons. Il y rejoint son entraîneur Thorsten Fink, qui s'est également engagé plus tôt avec Genk. Steuckers portera le n°23.
Steuckers inscrit son premier but pour le KRC Genk le 11 août 2024, lors d'une rencontre de championnat face au Club Bruges KV. Il est titularisé et participe à la victoire de son équipe par trois buts à deux,.

### En sélections nationales
Le 6 octobre 2023, Jarne Steuckers est sélectionné pour la première fois avec l'équipe de Belgique espoirs et fait partie de la liste des 23 joueurs appelés pour les rencontres comptant pour les éliminatoires du Championnat d'Europe espoirs 2025 contre Malte et la Hongrie.

## Statistiques

### En club
| Saison                | Club                  | Championnat           | Championnat | Championnat | Championnat | Coupe(s) nationale(s) | Coupe(s) nationale(s) | Coupe(s) nationale(s) | Autres compétitions | Autres compétitions | Autres compétitions | Autres compétitions | Total | Total | Total |
| Saison                | Club                  | Division              | M.          | B.          | P.d.        | M.                    | B.                    | P.d.                  | Comp.               | M.                  | B.                  | P.d.                | M.    | B.    | P.d.  |
| 2020-2021             | Saint-Trond VV        | Division 1A           | 6           | 0           | 0           | 1                     | 0                     | 0                     | -                   | -                   | -                   | -                   | 7     | 0     | 0     |
| 2023-2024             | Saint-Trond VV        | Division 1A           | 29          | 4           | 6           | 2                     | 1                     | 0                     | PO2                 | 6                   | 2                   | 1                   | 37    | 7     | 7     |
| Sous-total            | Sous-total            | Sous-total            | 35          | 4           | 6           | 3                     | 1                     | 0                     | -                   | 6                   | 2                   | 1                   | 44    | 7     | 7     |
| 2022-2023             | MVV Maastricht (prêt) | Eerste Divisie        | 36          | 9           | 10          | 1                     | 0                     | 1                     | PO                  | 2                   | 0                   | 0                   | 39    | 9     | 11    |
| 2024-2025             | KRC Genk              | Division 1A           | 30          | 8           | 7           | 5                     | 1                     | 4                     | PO1                 | 7                   | 0                   | 2                   | 42    | 9     | 13    |
| 2025-2026             | KRC Genk              | Division 1A           | 4           | 0           | 2           | -                     | -                     | -                     | -                   | -                   | -                   | -                   | 4     | 0     | 2     |
| Sous-total            | Sous-total            | Sous-total            | 34          | 8           | 9           | 5                     | 1                     | 4                     | -                   | 7                   | 0                   | 2                   | 46    | 9     | 15    |
| Total sur la carrière | Total sur la carrière | Total sur la carrière | 105         | 21          | 25          | 9                     | 2                     | 5                     | -                   | 15                  | 2                   | 3                   | 129   | 25    | 33    |